# 破袭平汉铁路战斗
破袭平汉铁路战斗，亦称破袭平汉铁路，是中国抗日战争中中日双方的交战。

## 第一次破袭平汉铁路
第一次破袭平汉铁路始于1938年2月9日，为配合徐州会战，晋察冀军区部队对平汉铁路沿线日“伪”军发起进攻。3月4日，日军调集1.2万余人反击。双方经历定县新乐战斗等战斗。晋察冀军区部队攻占7个县等。